# Changy (Loira)
Changy és un municipi francès situat al departament del Loira i a la regió d'Alvèrnia-Roine-Alps. L'any 2007 tenia 616 habitants.

## Demografia

### Població
El 2007 la població de fet de Changy era de 616 persones. Hi havia 246 famílies de les quals 60 eren unipersonals (24 homes vivint sols i 36 dones vivint soles), 65 parelles sense fills, 89 parelles amb fills i 32 famílies monoparentals amb fills.
La població ha evolucionat segons el següent gràfic:
Habitants censats

### Habitatges
El 2007 hi havia 305 habitatges, 249 eren l'habitatge principal de la família, 26 eren segones residències i 31 estaven desocupats. 288 eren cases i 17 eren apartaments. Dels 249 habitatges principals, 198 estaven ocupats pels seus propietaris, 44 estaven llogats i ocupats pels llogaters i 7 estaven cedits a títol gratuït; 6 tenien dues cambres, 45 en tenien tres, 71 en tenien quatre i 128 en tenien cinc o més. 185 habitatges disposaven pel capbaix d'una plaça de pàrquing. A 99 habitatges hi havia un automòbil i a 119 n'hi havia dos o més.

### Piràmide de població
La piràmide de població per edats i sexe el 2009 era:
| Homes | Edats   | Dones |
| ----- | ------- | ----- |
| 0     | 95 o +  | 0     |
| 0     | 90 a 94 | 4     |
| 12    | 85 a 89 | 8     |
| 8     | 80 a 84 | 4     |
| 8     | 75 a 79 | 24    |
| 8     | 70 a 74 | 4     |
| 20    | 65 a 69 | 20    |
| 12    | 60 a 64 | 16    |
| 16    | 55 a 59 | 8     |
| 20    | 50 a 54 | 20    |
| 20    | 45 a 49 | 12    |
| 20    | 40 a 44 | 24    |
| 20    | 35 a 39 | 20    |
| 32    | 30 a 34 | 16    |
| 8     | 25 a 29 | 16    |
| 20    | 20 a 24 | 12    |
| 16    | 15 a 19 | 28    |
| 28    | 10 a 14 | 4     |
| 16    | 5 a 9   | 20    |
| 16    | 0 a 4   | 20    |

## Economia
El 2007 la població en edat de treballar era de 378 persones, 288 eren actives i 90 eren inactives. De les 288 persones actives 259 estaven ocupades (143 homes i 116 dones) i 28 estaven aturades (15 homes i 13 dones). De les 90 persones inactives 30 estaven jubilades, 27 estaven estudiant i 33 estaven classificades com a «altres inactius».

### Ingressos
El 2009 a Changy hi havia 253 unitats fiscals que integraven 624,5 persones, la mediana anual d'ingressos fiscals per persona era de 15.528 €.

### Activitats econòmiques
Dels 31 establiments que hi havia el 2007, 1 era d'una empresa de fabricació de material elèctric, 6 d'empreses de fabricació d'altres productes industrials, 8 d'empreses de construcció, 3 d'empreses de comerç i reparació d'automòbils, 4 d'empreses de transport, 2 d'empreses d'hostatgeria i restauració, 4 d'empreses immobiliàries, 2 d'empreses de serveis i 1 d'una entitat de l'administració pública.
Dels 7 establiments de servei als particulars que hi havia el 2009, 2 eren paletes, 1 guixaire pintor, 1 fusteria, 2 electricistes i 1 empresa de construcció.
L'únic establiment comercial que hi havia el 2009 era una carnisseria.
L'any 2000 a Changy hi havia 26 explotacions agrícoles que ocupaven un total de 1.116 hectàrees.

## Equipaments sanitaris i escolars
El 2009 hi havia una escola elemental.

## Poblacions més properes
El següent diagrama mostra les poblacions més properes.